# اتمیان سفلی
آتمیان یکی از روستاهای استان آذربایجان شرقی است که در دهستان آلان برآغوش بخش مهربان شهرستان سرآب واقع شده‌است.
قلهٔ اکوز داغی یکی از مناطق دیدنی و زیبای این منطقه می‌باشد که بخاطر داشتن چشمهٔ معدنی برای علاقه‌مندان به گردشگری در این منطقه معرفی می‌گردد.
آب و هوای این روستا در نیمه اول سال معتدل بادی با تابش مستقیم خورشید همراه است ولی در نیمه دوم سال بدلیل قرار گیری بین کوه سرد و مرطوب است.